# 오스트리아의 대외 관계
오스트리아는 유럽의 영세중립국으로서, 세계의 대부분 국가와 우호적인 관계를 유지하고 있다. 특히 수도 빈에 국제 원자력 기구, 유엔 국제 무역법 위원회, 유엔 빈 사무국, 유엔 마약 범죄 사무소, 유럽 안보 협력 기구 사무국, 포괄적 핵실험 금지 조약 사무국 등 다양한 국제 기구가 입주해있다. 

## 각국과의 대외 관계

### 대한민국
오스트리아는 남북한 동시수교국으로 한국과는 1892년에 조선과 수교하였으나 1905년 을사조약으로 단교되었다. 1963년에 대한민국과 수교하였다. 빈에 대사관이 개설되어 있다. 이 대사관은 주 슬로베니아 대사관, 주 빈 국제기구 대표부, 대 코소보 외교업무를 겸임한다. 서울에 주한 대사관이 개설되어 있다. 한국과는 무역협정, 사증면제협정, 한-오스트리아 투자협정을 체결하였다. 모두 2,387 명(재외국민 1,948명, 시민권자 439명)의 한민족들이 오스트리아에 거주(2010년 12월 기준)하고 있다. 이승만 전(前) 대통령의 영부인 프란체스카 도너가 이 나라 출신이다. 대한항공이 인천과 빈을 운항하고는 있으나 빈에서 출발하는 복편은 없다.

### 조선민주주의인민공화국
오스트리아는 조선민주주의인민공화국이 대사관을 설치한 46개 국가 중 하나로, 과거 오스트리아 대통령이었던 하인츠 피셔가 창립 회원이자 공동의장을 맡은 조선.오스트리아친선협회를 통해 조선과 활발히 교류하고 있다. 오스트리아에는 약 100여명의 조선인 인구가 거주하는 것으로 추산되며, 빈에만 10명 가량의 국가보위성 요원이 활동하는 것으로 파악된다. 한때 조선이 유럽에서 운영한 마지막 은행인 골든스타 은행이 빈에 자리하기도 했다.

### 세르비아
19세기 말에서의 관계는 나쁜 외교 상태였고, 1914년 6월 28일, 사라예보 사건 당시 세르비아인 가브릴로 프린치프가 오스트리아-헝가리의 황태자를 암살함에 따라 한 달 후에 오스트리아-헝가리가 세르비아에 선전 포고를 하였다. 그러나 1916년 2월에 세르비아는 오스트리아-헝가리에게 점령되었다. 현재 오스트리아와의 관계는 조금씩 좋아지고 있다.

### 프랑스
1740년부터 양국은 오스트리아 왕위 계승 전쟁(1740~48년)으로 대립했다. 전쟁에서 오스트리아가 승리하고, 프랑스는 아무것도 얻지 못했다. 그러나, 프로이센을 견제할 필요성을 느낀 프랑스는 오스트리아와 동맹을 맺었다(1756년). 이 동맹으로 오스트리아 출신의 마리 앙투아네트가 프랑스로 와서 루이 16세와 혼인하였다. 프랑스 혁명 직후, 레오폴트가 오스트리아 대공이 되자(1790년), 오스트리아는 프랑스와의 1756년의 동맹을 파기하였고, 절대왕권을 위협하는 프랑스의 공화주의에 맞서기로 하였다. 오스트리아는 프랑스로 진격하여 롱위와 베르됭에서 승리를 거두었으나, 프랑스의 반격(발미 전투)으로 기세가 꺾였다. 오스트리아가 지배하고 있던 남부 네덜란드(현재의 벨기에)에서도 프랑스가 오스트리아를 물리쳤다. 1998년 FIFA 월드컵 때 오스트리아는 프랑스로 축구 대표팀을 파견하였다.

### 헝가리
오스트리아가 보오전쟁에서 패배하고 헝가리에 호의적인 시씨 황후로 인해 오스트리아와 헝가리에선 대타협이 이루어져, 오스트리아의 합스부르크 왕가의 지배 아래에 있던 헝가리는 1867년 오스트리아와의 타협으로 오스트리아-헝가리 제국의 자치 왕국으로 승격되었다. 헝가리는 외교와 국방을 제외한 부분에서 엄청난 자치를 보장받으면서, 헝가리의 경제와 문화는 비약적으로 발전한다. 그러나 제1차 세계 대전(1914년 7월 28일 ~ 1918년 11월 11일) 후 오스트리아-헝가리 제국이 해체되면서 종전 직전인 1918년 10월 31일 헝가리는 독립을 선언하였다. 국민투표를 거쳐 쇼프론을 제외한 부르겐란트가 헝가리에서 분리되어 오스트리아에 속하게 되었다.

### 러시아
19세기에는 러시아 제국과 함께 강대국이었으며, 우호적인 관계도 유지했지만 적대적인 관계도 있었다. 제2차 세계대전 이후에 소비에트 연방, 미국 등 연합국에 의해 잠시 분단되었지만, 이후 중립국이 되면서 독일처럼 분단되지는 않았고 소련과도 우호적인 관계를 유지했다. 소련이 해체되면서 러시아와도 우호적인 관계를 유지하고 있다.

## 같이 보기
- 오스트리아의 재외공관 목록